# Inge Buisson
Inge Buisson, geborene Wolff (* 10. Juli 1921 in Kolberg; † 3. April 2024 in Hamburg), war eine deutsche Historikerin.
Inge Wolff wurde als Tochter eines Fabrikbesitzers geboren. Sie besuchte von 1926 bis 1931 die Grundschule und anschließend das Realgymnasium. Das Reifezeugnis erhielt sie Ostern 1940. Von 1940 bis Anfang 1945 absolvierte sie ein Studium an der Auslandswissenschaftlichen Fakultät der Universität Berlin. Dort legte sie 1945 das Diplom der Auslandswissenschaften ab. Im Mai 1945 siedelte sie in den Westen Deutschlands über. Sie war zunächst als Dolmetscherin in Hannoversch Münden und Hannover sowie als freie Mitarbeiterin für den Nordwestdeutschen Rundfunk in Hannover tätig. Im November 1949 begann sie ein Studium an der Universität Hamburg in den Fächern Mittlere und Neuere Geschichte, Hispanistik und Anglistik. Im Oktober 1952 erhielt sie eine Assistentenstelle am Hamburger Historischen Seminar. Ein dreivierteljähriges Stipendium gab ihr die Möglichkeit für Archivarbeiten in Spanien. Sie wurde 1954 mit einer von Egmont Zechlin und Rudolf Grossmann betreuten Arbeit zur Vorgeschichte der Emanzipation des Generalkapitanates Chile promoviert. Im Jahr 1967 erfolgte ihre Habilitation mit einer grundlegenden Darstellung über Regierung und Verwaltung der kolonialpolitischen Städte in Hochperu 1538–1650. In Hamburg war sie wissenschaftliche Oberrätin und wurde 1970 Professorin für lateinamerikanische Geschichte. Sie war damit die erste Professorin im Historischen Seminar in Hamburg.
Buisson befasste sich sowohl mit der westeuropäischen als auch der lateinamerikanischen Geschichte. Durch ihre Publikationen zum Vizekönigreich Peru und den Unabhängigkeitsbewegungen in Lateinamerika war Hamburg neben Köln und Berlin eine der ersten Universitäten in Deutschland, an der zur lateinamerikanischen Geschichte geforscht wurde. Im Jahre 1980 veröffentlichte sie mit der Geschichte der Unabhängigkeitsbewegungen in Lateinamerika 1788–1826 ein Standardwerk. Die Emeritierung als Professorin für Mittlere und Neuere Geschichte erfolgte 1983, ihr Nachfolger wurde 1984 Horst Pietschmann.
Inge Buisson war ab 1976 mit dem Hamburger Mediävisten und Historiker Ludwig Buisson (1918–1992) verheiratet.

## Schriften (Auswahl)
Monographien
- Staat, Gesellschaft und Nation in Hispanoamerika. Problemskizzierung, Ergebnisse und Forschungsstrategien. Ausgewählte Aufsätze. Hrsg. und eingeleitet von Hans-Joachim König, Vervuert, Frankfurt am Main 1999, ISBN 3-89354-961-7.
- Frauen in Hispanoamerika in Reiseberichten von Europäerinnen, 1830−1853. Böhlau, Köln u. a. 1990.
- Problemas de la formación del estado y de la nación en Hispanoamérica (= Lateinamerikanische Forschungen. Band 13). Böhlau, Köln u. a. 1984, ISBN 3-412-05684-7.
- mit Herbert Schottelius: Die Unabhängigkeitsbewegungen in Lateinamerika. 1788–1826 (= Handbuch der lateinamerikanischen Geschichte). Klett-Cotta, Stuttgart 1980, ISBN 3-12-911400-9.
- Regierung und Verwaltung der kolonialspanischen Städte in Hochperu 1538−1650 (= Lateinamerikanische Forschungen. Band 2). Böhlau, Köln u. a. 1970, ISBN 3-412-09570-2.
- Beiträge zur Vorgeschichte der Emanzipation des Generalkapitanates Chile. Hamburg 1954 (zugleich: Hamburg, Universität, Philosophische Fakultät, Dissertation vom 25. Mai 1954).

Herausgeberschaften
- mit Manfred Mols: Entwicklungsstrategien in Lateinamerika in Vergangenheit und Gegenwart. Schöningh, Paderborn 1983, ISBN 3-506-74015-6.